# Holonothrus gracilis
Holonothrus gracilis är en kvalsterart som beskrevs av Ziemowit Olszanowski 1997. Holonothrus gracilis ingår i släktet Holonothrus och familjen Crotoniidae. Inga underarter finns listade i Catalogue of Life.